# Караџић (презиме)
Караџић је српско презиме, изведено од караџа, колоквијалног српског израза за "црног вола" или уопштено за "животињу црног крзна или тамне пути", а само по себи потиче од турског karaca што значи "срна". Презиме Караџић је настало од родоначелника који се звао караџа, надимак који се у Србији налазио од друге половине 15. века („Радица, син Караџа“, из дефтера Бранковића). Презиме је распрострањено по бившој Југославији. Може се односити на:
- Вук Стефановић Караџић (1787-1864), српски лингвиста, велики реформатор српског језика
- Вук Караџић (кошаркаш), српски кошаркаш
- Горан Караџић, српски кошаркаш
- Милан Караџић, црногорски редитељ
- Милутин Караџић (рођен 1955), српски и црногорски глумац
- Радован Караџић (рођен 1945), бивши предсједник Српске Републике Босне и Херцеговине и осуђени ратни злочинац
- Стеван Караџић, српски кошаркашки тренер и бивши играч.
- Томислав Караџић, српски фудбалски администратор
- Шујо Караџић, црногорски и старохерцеговачки ускок

## Антропологија

### Дробњаци
Братство Караџић у Дробњацима, према предању, на крају потиче од три брата који су до 1700. године живјели у Васојевићима, одакле су се доселили у Дробњаце. Заиста, преци Караџића су се доселили из Лијеве Ријеке у Васојевиће средином 17. века. Године 1930. у Петњици је било 28 домаћинстава Караџића, у Малинском 3, у Горњој Буковици 3, у Пашиној води 5, а на Палежу 19 домаћинстава. Антрополог Андрија Лубурић рекао је да су Караџићи "рођени са даром гуслања". Братство Караџић Дробњацима има славу Аранђеловдан (славу Васојевића), док они имају Ђурђевдан (славу Дробњаца).
Деда Вука Стефановића Караџића Јоксим се доселио из Шавника у Србију.
Породица Дивјановић на Јахорини (у Босни) је пореклом из Дробњаца и раније се презивала Караџић, према епском песнику и гуслару Илији Дивјановићу (1835–1893) чије је песме сакупио Теофил Петрановић.

### Неготинска долина
Што се тиче Неготинске долине, почетком 20. века у Сиколама је постојала породица Караџић са славом Никољдана, пореклом из Црне Горе. У Јасеници су постојала два домаћинства породице Караџић која је имала славу Јовањдан, а по предању потичу од неких „циганча“ које је донео предак Белобречића у 19. веку. 